# Matheus Henrique
Matheus Henrique de Souza, född 19 december 1997 i São Paulo, är en brasiliansk fotbollsspelare.
Han blev olympisk guldmedaljör i fotboll vid sommarspelen 2020 i Tokyo.